# اریل سانچس
اریل سانچس (انگلیسی: Eriel Sánchez؛ زادهٔ ۱۷ مهٔ ۱۹۷۵ ‏(۴۹ سال)) بازیکن بیس‌بال اهل کوبا بود.